# Savage Circus
Savage Circus — німецько-шведський павер-метал гурт, спочатку створений як сайд-проєкт Томаса «Томена» Штауха після його відходу з Blind Guardian .